# Zimatlán de Álvarez
Zimatlán de Álvarez es una ciudad del estado mexicano de Oaxaca. Se encuentra localizado en la región valles centrales del estado y es cabecera del municipio del mismo nombre.

## Toponimia
Zimatlán viene del nahuatl y quiere decir lugar de raíces y Álvarez honra a un héroe de la independencia de México.

## Historia
De acuerdo al acervo bibliográfico local, narra la historia de la fundación de este pueblo. Este texto nos dice que los primeros pobladores llegaron a este lugar huyendo de una persecución de los nativos zapotecas que habitaban en lo que ahora se conoce como Santa Cruz y San Bernardo Mixtepec; en donde se encontraba un asentamiento indígena. Esta persecución fue porque a ese asentamiento llegó una Orden de Frailes a querer convertir a ese pueblo al catolicismo; al encontrar resistencia para realizar esa conversión tuvieron que salir huyendo porque sus vidas estaban en peligro. En esa huida llegaron a donde actualmente se ubica la población y empezaron a formar un nuevo asentamiento humano que actualmente recibe el nombre de Zimatlán.

### Época colonial
Fue fundado en 1558 por el obispo Fray Bernardo de Acuña de Alburqueque. El pueblo creció rápidamente desde su fundación en el siglo XVI. El nombre que recibió en su fundación fue el de Tepetcimatlan, del nahuatl que significa lugar en la raíz del cerro. En zapoteco Guihuio, pero predominó el nombre de Zimatlan:  lugar de tierras de costumbres y raíces. 

### México independiente
En 1825 se divide el estado en 8 departamentos regidos por un gobernador. Zimatlan formando parte del tercer bloque del primer departamento. Fue gobernado por un subprefecto. Que tenía bajo su jurisdicción 13 ranchos y 41 pueblos. El último subprefecto fue Eduardo F. del Campo en 1857. El 15 de septiembre de 1857 se publica la Constitución Política del Estado, estableciendo como gobiernos municipales las jefaturas políticas.

### Cronología de Zimatlán delsigloXIValsigloXX
- El primer jefe político fue Mariano Carresquedo en 1858, quien envió al gobierno del estado $ 3,500.00 como contribución del distrito para la guerra. El 5 de noviembre de 1859, Marcelino Cobos, simpatizante de las fuerzas conservadoras, atacó y se posesionó de Oaxaca, en donde exigió armas y dinero de todos los lugares del Estado, siendo Zimatlán uno de los más agravados por su cercanía y número de habitantes. Zimatlán estaba bajo el gobierno conservador al mando del señor Juan Fernando Figueroa, esta situación duró hasta agosto de 1860, fecha en la que el general Rosas Landa derrotó definitivamente al Ejército Conservador.

- El 17 de mayo de 1862 siendo jefe político Don Agustín Castañeda entre las 4 y 5 de la mañana Zimatlán fue asaltado por más de 50 hombres, quienes al grito de “Viva la Religión” y “Viva España”, dieron libertad a 50 criminales recluidos en la cárcel, robaron todas las armas existentes en la jefatura, así como lo recaudado de las contribuciones, la gavilla fue capitaneada por el español Juan González, alias “El partidario”. Al amanecer llegó el auxilio enviado por el Gobierno del Estado, dando alcance al jefe político y sus hombres, más adelante se encontraron con hombres de San Bernardo Mixtepec que habían capturado a 14 asaltantes, siendo inmediatamente pasados por las armas once de ellos y los otros tres conducidos a la cárcel de la que habían escapado, el partidario logró escapar pero fue capturado y fusilado en la Ciudad de Oaxaca.

- En 1862 dio inicio la construcción de las casas municipales. El 22 de enero de 1868 sin razón alguna en especial y sólo para honrar la memoria de Don Juan N. Álvarez, el Congreso del Estado presenta un proyecto para dar a Zimatlán el nombre de Villa Álvarez y concederle una feria anual, este proyecto fue aprobado el 4 de febrero de 1868.

- Bajo el decreto número 32 que a la letra dice: Artículo 1.- En lo sucesivo la cabecera del distrito de Zimatlán llevará el nombre de Villa Álvarez. Artículo 2.- Se concede a dicha Villa una feria anual de 5 días contados del 18 al 23 de enero. Artículo 3.- Los efectos ganados y frutos que se introduzcan y consuman en la expresada Villa durante la feria que se le concede, serán libres de los derechos que correspondan al estado, observándose la prevención del reglamento del 10 de junio de 1862.

- Publicándose por el gobernador Félix Díaz el 7 de febrero de 1868. El 11 de mayo de 1870 siendo jefe político el Sr. José Serrano, a las 11:30 se registró un terremoto echando por tierra las casas municipales, la cárcel y varias casas de la población. En abril de 1875 siendo jefe político el Sr. Pedro Solaegui, se empieza la construcción definitiva de la cárcel pública, conforme a un plano levantado por el Ing. del Estado E. Brachetti.

- El Panteón municipal situado al noreste de la población, medía originalmente 133 × 83 m de ancho, al frente de la portada que mira al poniente existió una capilla consagrada a la Virgen de la Natividad, la cual quedó casi destruida por el temblor de 1931; según Martínez Gracida el panteón fue terminado en el año de 1878 y en 1910 se hizo un agregado.

- En 1903 comienza la administración de Don Leoncio González quien dura en la jefatura hasta 1910. En el año de 1903 se celebra un contrato entre el señor Joaquín Sandoval representando al ejecutivo del estado y el Sr. Francisco Parada, Presidente de la Compañía de tranvías “La Oaxaqueña”, para la construcción y explotación de un ferrocarril urbano y rural. El ramal debía partir de la 9ª calle de 2 de abril y prolongarse hacia el sur, pasando por el puente Porfirio Díaz y llegar hasta Zimatlán, su punto terminal, tocando Xoxocotlán, Jalpam, Zaachila, La Trinidad y La Ciénega.

- En esa misma fecha en México se celebró otro contrato entre el Sr. Ing. Leandro Fernández, Secretario de Estado y del despacho de Comunicaciones y Obras Públicas en representación del ejecutivo de la Unión y el C. Antonio Amezcua, representante de la empresa del ferrocarril “Oaxaca-Ejutla”, reformando el contrato de concesión de fecha 28 de marzo de 1848 de la siguiente forma: Se autoriza a la empresa del ferrocarril para construir sin subvención del gobierno federal, un ramal que partiendo de un punto conveniente de la línea termine en el pueblo de Zimatlán, la empresa deberá terminar toda la línea en el plazo de 18 meses, contados desde la fecha de promulgación del contrato. Pronto estuvo terminada esta línea que fue conocida con el nombre de “Teruel”.

- En 1904 se amplió el contrato firmado entre el gobierno del Estado y “La Oaxaqueña” para llegar hasta Santa María Aquoquezco. En septiembre de 1910 con motivo de la celebración del centenario de la Independencia, se inauguraron importantes obras materiales hechas por el Sr. Don Leoncio González que a continuación se describen: Un monumento levantado en el centro de la plaza en honor al general Don Porfirio Díaz, el kiosco levantado sobre la antigua y única fuente que tuvo un costo aproximado de $ 10,000.00, diez fuentes públicas distribuidas por el pueblo, gradería en el atrio parroquial y la obra que inmortaliza su nombre en la memoria de los zimatecos, el mercado, único en los distritos por su forma, capacidad y belleza y cuyo material de hierro fue importado directamente de Inglaterra, el costo de la obra fue de $ 30,000.00.

- El 17 de agosto de 1914 los oficiales Vera y Manzanilla secundados por 18 soldados, con el pretexto de falta de pagos abandonaron su cuartel de la Ciudad de Oaxaca y se dirigieron a Zimatlán con el objeto de apoderarse de los fondos públicos. El jefe político Sr. Fortino Figueroa con su policía rural a las órdenes de Rafael Santos impiden la intención, causándoles una baja y haciéndolos huir hacia el poniente de la población, pero gracias a una maniobra del Sr. Juan Aquino fueron capturados y remitidos a la capital del Estado recibiendo el castigo correspondiente, más sin embargo la policía rural sufrió una baja en la persona de Victoriano Chonteco.

- La amplitud del territorio estimado en 30,000 km² y la lejanía existente, fue el motivo de mutilación y división del distrito, como consecuencia se formaron dos nuevos, el de Guerrero cuya cabecera fue Zaachila y el de Trujano con cabecera en Sola de Vega, ambos fueron erigidos durante el gobierno del Lic. José Inés Dávila, el primero todavía dentro del orden constitucional ya que hasta el 4 de junio de 1915, se comunica oficialmente al Gral. Carranza que el Estado resumía su soberanía al segundo ya en franca rebeldía.

- El 20 de septiembre de 1915 se suprimen las jefatura políticas y se adopta la Ley del Ayuntamiento del 25 de noviembre de 1837; el último jefe político de Zimatlán fue el Sr. Carlos Leyva. El 10 de noviembre de 1917 siendo gobernador el general de brigada Juan Jiménez Méndez, se publicó la Ley de División del territorio del Estado y la Ley Orgánica del Ayuntamiento, quedando el estado dividido en 50 municipalidades entre las cuales quedaron comprendidos Guerrero y Trujano, permaneciendo sin embargo sometidas a Zimatlán en lo judicial y rentístico, hasta que el 28 de octubre de 1917 en virtud del decreto número 144, se estableció en Sola de Vega un Juzgado mixto de primera estancia y una recaudación de rentas con jurisdicción contra los pueblos que habían sido segregados de Zimatlán por el decreto número 15 del 9 de septiembre de 1915.

- El 13 de diciembre de 1918 como a las 5:00 gente desafecta al gobierno a las órdenes de Erasto Flores con “Mueras” al gobierno, unos 500 hombres aproximadamente irrumpieron en la población, saquearon al gobierno, oficinas públicas, comercios y varias casas particulares; incendiaron el archivo del juzgado mixto de primera estancia, proporcionaron la fuga de los prisioneros, incendiaron la casa del Sr. Juan Santaella recaudador de contribuciones, asesinando a su sobrino y a un mozo del mismo, así como a uno de los reclusos de la cárcel, llevando como prisionero al mismo Santaella, al peticionario José Antonio Pérez y al Sr. Mauro Hernández Bruno al evacuar la plaza al mediodía.

- El gobierno al saber estos actos de pillaje, destacó fuerzas en petición y persecución de los malhechores a quienes dieron alcance en Santiago Minas jurisdicción de Sola de Vega, logrando su dispersión después de hacer numerosas bajas, la confusión consiguiente al ataque fue aprovechado por Santaella, Pérez y Hernández quienes se dieron a la fuga salvándose de una muerte segura. En 1922 reorganizados los cuerudos y deseosos de dar otros golpes semejantes al de 1918, a eso de las 21:00 del 18 de mayo iniciaron con no menos de 300 hombres a las órdenes de Erasto Flores y de “El Chato” Ortiz, un formidable ataque a la plaza defendida por el capitán Enrique Herrera y un pelotón de soldados repartidos convenientemente en el palacio municipal y el templo.

- A punto de conseguir sus propósitos en virtud de que la defensa había agotado el parque, una circunstancia providencial vino a cambiar el estado desesperado de los defensores. En medio del tiroteo se escuchó el silbido de una máquina y los cuerudos, creyendo que se trataba de un tren con refuerzos, precipitadamente emprendieron la huida dejando en la plaza dos cadáveres y marcadas huellas. El tren salvador era ajeno a los acontecimientos en Zimatlán puesto que iba rumbo a Ejutla a recoger los despojos mortales del excelentísimo Sr. Gillow, que ese día había fallecido en esa ciudad.

- Como la vez anterior el gobierno emprendió tenaz persecución contra estos trastornadores del orden público, tocándole en esta ocasión al teniente coronel Adalberto Lagunas, la suerte de exterminar dicha gavilla e incluso al mismo Erasto Flores. El 15 de diciembre de 1924, una partida de bandoleros aprovechando la falta de guarnición de la plaza, saqueó varias casas comerciales y asesinó a la señorita Estela Moguel y al Sr. Nicandro López. Estos actos fueron aprovechados por tinterillos de una fracción local, quienes descendiendo a las más bajas maniobras intrigaron a elementos que les eran antagónicos y fueron remitidos a prisión, sin embargo, recobraron su libertad al comprobar su inocencia.

- En las postrimerías de 1925 hizo su aparición por primera vez en Zimatlán el camión, marcando con su llegada una etapa de decadencia para el comercio anteriormente magnífico. A principios de 1926 se estableció de manera formal la comunicación por medio de este transporte entre la población y la capital del Estado, establecieron dicho servicio los Señores Gilberto Osorio con su camión “Porfirio Díaz”, Moisés Brenán con “María Teresa” y Juan Corres con “El Progreso del Valle”. La noche del 4 de octubre de 1928, gente descontenta con la actuación del Sr. Atilano Guzmán, recaudador de rentas de este distrito fiscal, pretendieron asesinarlo asaltando su casa en los momentos en que la sociedad de esta Villa lo agasajaba con motivo de su onomástico. Hubo un ligero tiroteo, en el salió gravemente herido el Sr. Misael García quien falleció al día siguiente, el recaudador logró escapar y los demás asistentes al festejo fueron respetados.

- El 16 de abril de 1929, un considerable número de gente armada, según se dijo al mando de David Rodríguez y de Amador Salazar, al grito de “Viva Cristo Rey” asaltó la población, incendió el palacio municipal y la estación del ferrocarril, robó el comercio y proporcionó la fuga de los presos, no obstante, la desesperada resistencia que hicieron al jefe del destacamento federal, Viterbo S. Villa y el presidente municipal Celso Aquino. En el incendio del palacio municipal quedaron reducidas a cenizas el archivo del H. Ayuntamiento y unos cuadros al óleo representando a los héroes nacionales, trazado por Don Marcelino Carrizosa uno de los mejores maestros que han servido en Zimatlán.

- El 22 de noviembre de 1936, y como si está aterrorizada población estuviera condenada a ser teatro de esta clase de fiestas, como a eso de las 18:00 una banda de gente armada penetró a la población llegando a la casa de los señores José Antonio Pérez y Fidel Gómez, este último afiliado al partido comunista, fue encontrado en su domicilio y recibió la muerte de manos de los atacantes, el primero logró escapar pagando en su lugar sus inofensivos hijos Reynaldo y Francisco, quienes de un lugar cercano acudieron en defensa de su padre siendo recibidos a balazos por los asaltantes.

- En 1938 fue construida una cooperativa de autotrasportes que llevó el nombre de “La Solteca” para realizar el servicio de Oaxaca a Sola de Vega, pasando por Xoxocotlán, Zaachila, La Trinidad, La Ciénega, Zimatlán, San Pablo Huixtepec, Valdeflores, Santa Ana, Ayoquezco y terminando en Sola de Vega,  sin embargo, no pudo progresar por la competencia que le hacía la Cooperativa “Estrella del Valle”. El periodo gubernamental del general de división Don Vicente González Fernández marca una nueva etapa de progreso y bienestar para Zimatlán, asesorado por los señores diputados federales y locales, quienes dan al distrito la importancia que se merece, estudian los problemas de la población causante de su marcado decaimiento y hacen tres promesas salvadoras: La introducción del agua potable, una vía de comunicación más rápida y segura con el capital del Estado y la reparación del hermoso mercado casi destruido por el temblor de 1931.

- En lo referente a la vía de comunicación en el primer proyecto se marcaban múltiples dificultades y un costo elevadísimo, fue por eso que se aprobó la sugerencia del Sr. Diputado Lagunas y la carretera se construyó aprovechando la antigua vía del “Teruel” y el puente de la reforma, entroncando adelante de la Hacienda del Mantecón con la carretera de Ocotlán. Para la reconstrucción del mercado el Sr. Gobernador por acuerdo del 13 de junio del año próximo pasado obsequió a la población la cantidad de $ 12,000.00, los cuales fueron empleados en su totalidad, por su parte la autoridad municipal también laboraba con ahínco en la remodelación del parque municipal, así como en el palacio municipal quemado por los maleantes en 1929 y rematado por el temblor de 1931. Últimamente este palacio municipal se encuentra muy deteriorado por el sismo de 1999.

## Personas destacadas
General Ignacio Mejía (4 de agosto de 1814 - 2 de diciembre de 1906).
Sus padres fueron Don Manuel Cristóbal Mejía y Doña Edubiges Fernández Arteaga. El general Mejía desempeño el alto mando como ministro de guerra y marina en la administración de los presidentes Juárez y Lerdo de Tejada; combatió a favor de la revolución de Ayutla; en la guerra de Reforma luchó por la causa liberal, teniendo un brillante papel en la defensa del pueblo en 1863. Durante la intervención francesa participó en el consejo de guerra que condenó a Maximiliano I de México. Falleció en Teotitlán (Oaxaca), y sus restos mortales descansan en la rotonda de los hombres ilustres.
Andrés Filomeno Mendoza Celis (29 de noviembre de 1947).
Asesino en serie.